# 산나미촌
산나미촌(三波村)은 이시카와현 후게시군에 설치되었던 촌이다.